# Oreonympha nobilis
O montanhês-barbudo ou colibri-barbudo (nome científico: Oreonympha nobilis) é uma espécie de ave apodiforme pertencente à família dos troquilídeos, que inclui os beija-flores. É o único representante do gênero Oreonympha, que é monotípico. Por sua vez, também é, consequentemente, a espécie-tipo deste gênero. Pode ser encontrada em altitudes entre 2500 e 3800 metros, sendo endêmica do Peru.

## Etimologia
O nome do gênero deriva dos termos gregos antigos ὄρεος, óreos, significando "montanha"; e νύμφη, nýmphē, literalmente "ninfa", "bela jovem". O epíteto específico nobilis, deriva do neolatim, que significa "magnífico, admirável, famoso". A palavra albolimbata também é de origem latina e é composta de albus para "branco" e limbatus para "alinhado, cercado".

## Descrição
Normalmente, os espécimes de montanhês-barbudo medem em torno de 14 a 16.5 centímetros, com seu bico preto possuindo em torno de 2.2 centímetros, variando de acordo com cada espécime. Sua cauda longa, nos machos, principalmente, possui uma bifurcação, que apresenta plumagem verde-bronze, medindo cerca de 8.5 centímetros, com as penas externas brancas e bordas escurecidas próximo às retrizes. A região da cabeça, incluindo-se a parte próxima ao peito, é de coloração preta. A subespécie nominal deste beija-flor apresenta uma coroa frontal cobalto-púrpura, que é dividida por uma faixa preta no centro da cabeça. Na parte de trás da cabeça, uma faixa branca estreita une-se ao abdômen, que é esbranquiçado. As costas são esverdeadas, com um gradiente bronzeado que segue até a cauda. A parte de baixo da cauda, assim como a ponta das asas, são acinzentadas. Os pés, assim como outros troquilídeos, são pequenos, possuindo coloração acinzentada ou preta. A garganta dos machos é de cor verde menta, com sua parte inferior magenta. A fêmea adulta é semelhante ao macho, porém, devido ao dimorfismo sexual, suas cores são mais opacas e não apresentam a garganta colorida que, em vez disso, é preta. Os juvenis são mais opacos que os adultos, com uma coroa verde escamosa, uma garganta marrom opaca e uma mandíbula amarela.
Sua outra subespécie albolimbata apresentam faixas brancas em ambos os lados da coroa e sua cauda é muito mais acobreada. A fêmea tem o branco que se estende desde as mesmas faixas brancas da coroa através dos loros até a garganta.

## Sistemática
Esta espécie foi descrita primeiramente em 1869, por John Gould, ornitólogo e naturalista inglês, também descritor do gênero monotípico do qual esta espécie pertence. A descrição original foi possível através de uma fotografia de um espécime coletado por Henry Whitely, um colecionador de aves, no distrito de Tinta, província de Canchis, ao sudeste do Peru, se encontrando a 3500 metros acima do nível do mar. Através de uma análise, reconheceu-se um parentesco com Oxypogon e Ramphomicron, que também apresentam plumagem acinzentada no corpo, com uma espécie de "barba" na garganta.
Por ser o único representante de seu gênero, este se classifica como um monotipo, com a espécie sendo uma espécie-tipo. Em 2007, um estudo filogenético molecular por meio de análises de DNA mitocondrial descobriu que a espécie se encontraria intimamente relacionada com os barbuditos e o bico-de-espinho-de coroa-ruiva. Entretanto, porque esta última não se encaixa mais dentro de Chalcostigma, poderá ocorrer um agrupamento futuramente. Adicionalmente, o South American Classification Committee (SACC) da American Ornithological Society está considerando imergir os gêneros Oreonympha e Chalcostigma em Oxypogon.
O SACC, juntamente ao International Ornithological Committee e a taxonomia de Clements, reconhecem duas subespécies, sendo a nominal O. n. nobilis e a O. n. albolimbata. Entretanto, Handbook of the Birds of the World (HBW) da BirdLife International trata esses táxons como duas espécies separadas, sendo o montanhês-oriental e o montanhês-ocidental, respectivamente.
- Oreonympha nobilis nobilis (Gould, 1869) – raça nominal, ocorre no vale de Urubamba e ao redor da cidade de Cusco e partes do vale do Rio Apurímac em altitudes entre 2.500 e 3.800 metros.[11]
- Oreonympha nobilis albolimbata (Berlioz, 1938) ocorre desde Cotaruse até Mutca, no distrito de Chalhuanca, no rio Chalhuanca, e em Yauli, Acoria e Lircay na região de Huancavelica.[11]

## Distribuição e habitat
A subespécie "oriental" do montanhês-barbudo pode ser encontrada nos departamentos de Apurímaque e Cusco do centro-sul do Peru, nas drenagens dos rios Urubamba e alto Apurímac. A subespécie "ocidental" O. n. albolimbata é encontrado nos departamentos de Huancavelica, Aiacucho e Apurímac, nas drenagens dos rios Mantaro, Pampas e Chalhuanca.
A espécie habita vales andinos secos caracterizados por encostas rochosas e raquíticas e florestas abertas. Ocorre em uma variedade de comunidades de plantas nativas, mas também é encontrado regularmente em árvores de tabaco (Nicotiana) e eucalipto, mesmo ao longo de estradas e cidades. Em altitudes que variam de 2.500 a 3.900 metros acima do nível do mar.
As florestas habitadas pelos montanheses-barbudos consistem em árvores de pimenta, com membros do gênero Tecoma, pertencente à família das trombetas, e árvores de mamão papaia. Além disso, eles podem ser vistos em florestas mistas de Polylepis e Escallonia com densos arbustos espinhosos. Ocasionalmente também são encontrados em áreas de cultivo de eucalipto.

## Comportamento
É uma espécie de ave residente, não-migratória, em praticamente toda a extensão de seu território. A fenologia reprodutiva, embora não documentada, indicou em estudos primordiais que esta espécie se reproduz em cavernas próximas ou acima de rios.

### Alimentação
A espécie alimenta-se de néctar, principalmente o de Agave, cactos, nicotiana e eucalipto. Alimenta-se tanto pairando com uma postura quase vertical quanto sacudindo a cauda, mas também se apega às flores com as asas abertas. Também come pequenos artrópodes. É submisso à maioria dos outros beija-flores.

### Vocalização
Suas vocalizações incluem "uma série descendente e estridente, seguida por cantos marcados por melodia e harmonia: swee swee chew-chew-chew [e] também um dzzrt seco".